# Sostenido

Figura 1. Un fa sostenido.

El sostenido (♯), en el ámbito de la notación musical, es un signo conocido como alteración que afecta a la frecuencia de una nota aumentando esta en un semitono. Aparece representado en las partituras a través de este símbolo (♯).

## Representación gráfica
El sostenido se representa mediante el signo ♯, que en la partitura puede aparecer en la armadura de clave o bien como una alteración accidental.
- Cuando son alteraciones propias forman parte de la armadura de clave y se dibujan en el pentagrama entre de la clave y el símbolo del compás. Estos sostenidos aparecen siempre siguiendo un orden determinado, que además es el inverso del orden de los bemoles. En el sistema latino de notación: Fa♯ – Do♯ – Sol♯ – Re♯ – La♯ – Mi♯ – Si♯[4]

En notación alfabética o anglosajona es el mismo orden, pero al utilizar letras diferentes la combinación ha dado lugar a una regla mnemotécnica mediante la formación de los siguientes acrósticos:
F♯ – C♯ – G♯ – D♯ – A♯ – E♯ – B♯ Father Charles Goes Down And Ends Battle.
B♭ – E♭ – A♭ – D♭ – G♭ – C♭ – F♭ Battle Ends And Down Goes Charles' Father.
- Cuando es una alteración accidental se escribe en cualquier punto de la partitura a la izquierda de la cabeza de la nota a la que afecta, del mismo modo que el bemol o el becuadro.

### En informática
En Unicode este símbolo se encuentra en U+266F; si bien la mayoría de los ordenadores cuentan con el carácter para generar el signo de sostenido #.
En la simbología para páginas web se utiliza la cadena de caracteres &#9839; que aparece como ♯.
En LaTeX, el símbolo {\displaystyle \sharp \,} se obtiene con el comando \sharp, en un entorno de matemáticas (<math>…</math> en Wikipedia o $ … $ en 
{\displaystyle \mathbf {L\!\!^{{}_{\scriptstyle A}}\!\!\!\!\!\;\;T\!_{\displaystyle E}\!X} }).
En Wikipedia es recomendable emplear la plantilla {{música}} para generar un sostenido escribiendo {{música|sostenido}}, que da como resultado: ♯, dado que Unicode no funciona en todos los ordenadores.

### Diferente grafía del sostenido y la almohadilla
El símbolo de sostenido (♯) se puede confundir con el signo conocido como almohadilla o numeral (#). 
|            |
| Sostenido. |

|              |
| Almohadilla. |

Ambas grafías tienen dos pares de líneas paralelas. 
Sin embargo, el signo de sostenido dibujado correctamente debe tener dos líneas paralelas inclinadas que se elevan de izquierda a derecha y no horizontales, para evitar que se solapen con las líneas del pentagrama. 
El signo de almohadilla, en cambio, tiene dos trazos necesariamente horizontales en este lugar. 
Por otra parte, el sostenido siempre cuenta con dos líneas perfectamente verticales; mientras que el signo de almohadilla puede contener o no las líneas perfectamente verticales dependiendo del tipo de letra y el estilo de escritura.
En tercer lugar el sostenido es más delgado que la almohadilla y además las líneas de la almohadilla son iguales en grosor, pero en el sostenido son claramente diferentes.

## Usos y efectos

### Como alteración propia de la escala
Un sostenido en la armadura de clave alterará todas las notas del mismo nombre que se encuentren en su misma línea o espacio del pentagrama y también a las mismas notas que se encuentren en otras octavas más graves o más agudas. Este efecto se prolongará hasta el siguiente cambio de armadura o bien hasta el final de la pieza.
Si aparece un becuadro a la izquierda de una nota, esta ya no será alterada por el sostenido de la armadura. Tampoco serán alteradas por ese sostenido todas las notas del mismo nombre que se encuentren a la derecha del becuadro, sin importar en qué octava se encuentren. 
Pero esta cancelación del efecto alterador del sostenido de armadura solo tendrá vigencia hasta la siguiente barra de compás que haya a la derecha del becuadro.
Si antes de llegar a la barra de compás de la derecha apareciese un bemol a la izquierda de una nota, puede afectar a dicha nota (y a otras notas del mismo nombre y frecuencia) durante el resto del compás.

### Como alteración accidental
El sostenido accidental altera la nota musical antes de la que va escrito, así como todas las notas del mismo nombre y frecuencia que haya en el compás donde se encuentra. Es decir, que afecta a todos los sonidos iguales que haya a la derecha del sostenido hasta la siguiente barra de compás. Las alteraciones accidentales no afectan a la misma nota de una octava diferente, salvo que venga indicado en la armadura de clave.
Si esa misma nota debe llevar de nuevo un sostenido más allá de la barra de compás, dicha alteración se debe repetir en cada nuevo compás que sea necesario.
Este tipo de alteraciones no se repite para notas repetidas a menos que intervengan uno o más sonidos o silencios diferentes. Tampoco se repiten en notas ligadas a menos que la ligadura pase de una línea a otra o de una página a otra.

### Enarmonías
En virtud del temperamento igual de doce tonos la distancia entre dos notas consecutivas puede ser de un semitono y la alteración de una nota mediante un sostenido produce una enarmonía o equivalencia respecto a las frecuencias de esta nota y otra superior. 
Así pues, la nota si sostenido es enarmónicamente equivalente al do natural. En cualquier otro  sistema de  afinación tales equivalencias enarmónicas por lo general no existen. 
Para permitir el temperamento justo extendido, el compositor Ben Johnston utiliza el sostenido como alteración para indicar que la nota se eleva 70,6 cents (ratio 25:24) o el bemol para indicar que una nota se baja 70,6 cents.

### Alteraciones de precaución
Son aquellas alteraciones que realmente solo tienen una finalidad de recordatorio. Pueden aparecer entre paréntesis.

## Alteraciones relacionadas

### Doble sostenido

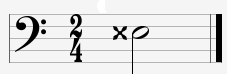
Representación gráfica de un doble sostenido

El doble sostenido () es otro signo que sirve para alterar la frecuencia de las notas musicales en dos semitonos, es decir, un tono entero. 
Se puede utilizar en partituras que tienen muchas alteraciones. 
El carácter Unicode &#119082; (U+1D12A) representa el signo de doble sostenido. Aunque puede no estar disponible correctamente en todas las fuentes.

### Triple sostenido

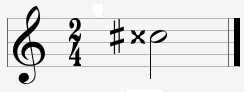
Representación gráfica de un triple sostenido

El triple sostenido (♯), es un tipo de alteración muy poco frecuente y solo se utiliza en la música clásica moderna. Esta alteración aumenta la frecuencia de la nota en tres semitonos, es decir, un tono y medio. Su representación gráfica se hace añadiendo un signo de sostenido simple # más al signo del doble sostenido.

### Sostenidos microtonales
Dentro de la diversidad de la música contemporánea podemos encontrarnos con piezas que utilizan divisiones de los sonidos en cuartos de tono dando lugar así a otras dos opciones de alteraciones:
- El semisostenido () que solo aumenta la frecuencia de la nota medio semitono, es decir, 50 cents.
- El sostenido y medio () que eleva la frecuencia de la nota tres cuartos de tono, es decir, 150 cents.

| medio sostenido                               |
| 1/4 tono entre Do y Do, 50 cents. Reproducirⓘ |

|                                                 |
| 1/2 tono entre Do y Do♯, 100 cents. Reproducirⓘ |

| tres cuartos de sostenido                      |
| 3/4 tono entre Do y Do, 150 cents. Reproducirⓘ |